# Juan José Carazo

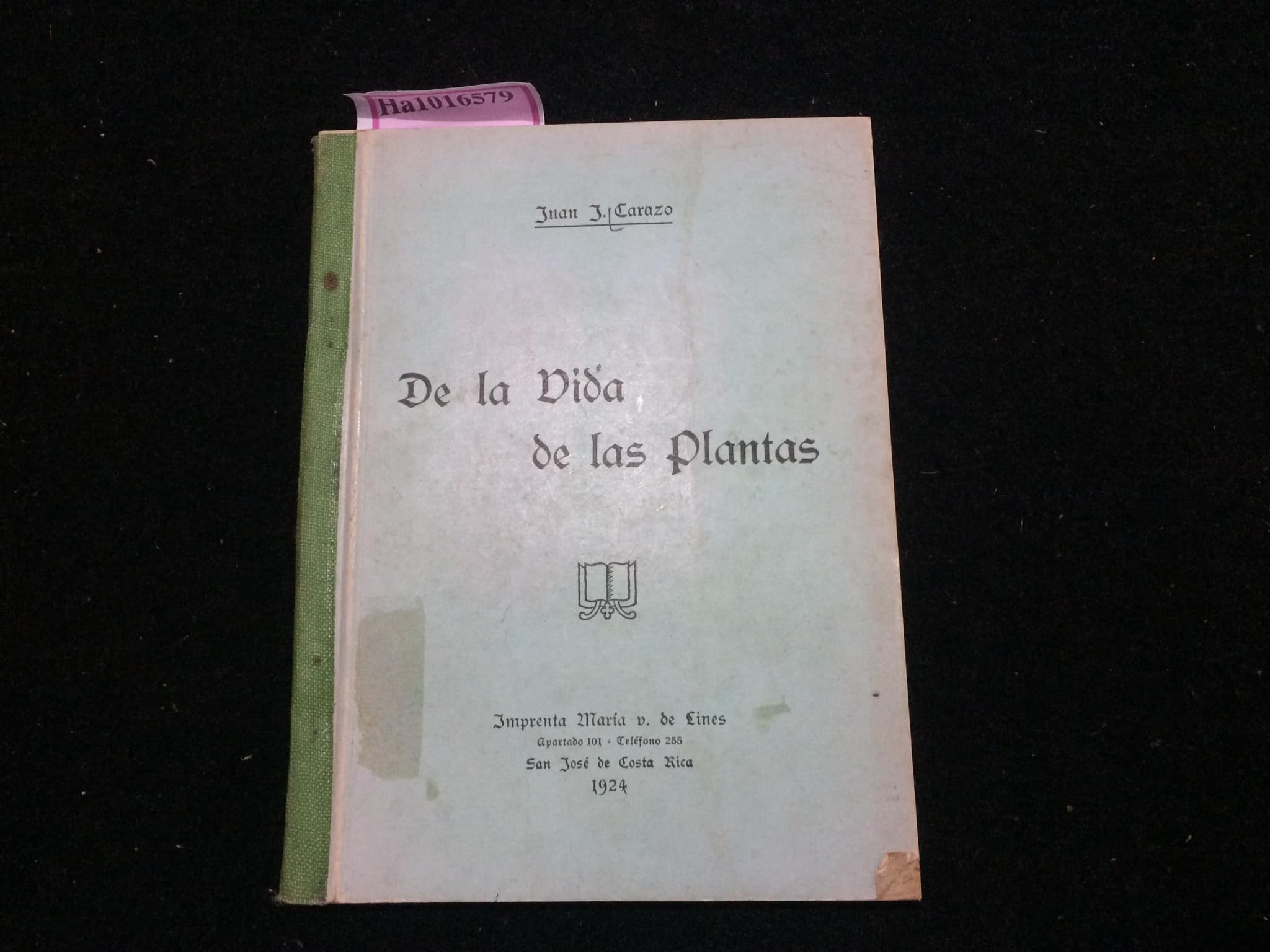
Publicación de 1924. De la vida de las plantas.

Juan José Rafael Carazo Echavarría (San José, 15 de septiembre de 1889- 1 de mayo de 1979) fue un educador costarricense.

## Trayectoria
Su niñez transcurrió entre las ciudades de San José (capital de Costa Rica), Cartago (la antigua capital) donde vivieron sus antepasados por la línea paterna, que procedían de Castilla La Vieja, España, y Guanacaste, provincia de origen de su abuela materna.
Practicó las ciencias físicas y naturales (que había estudiado en su juventud en los Estados Unidos) e investigó, durante toda su vida, los secretos de la vida de las plantas. En 1924 publicó su obra De la vida de las plantas.
Heredero de una familia de políticos de mucha influencia en su país, fueron sus abuelos el General de División Juan Buenaventura Carazo Alvarado, conservador descendiente de la oligarquía cafetalera, y el General de Brigada Rafael Echavarría Méndez, liberal que participó activamente en la Guerra contra los filibusteros, en 1856, cuando todavía era un adolescente. A su sombra creció y ellos influyeron su patriotismo y su pensamiento pro agricultores y campesinos.
Docente, tanto en la Escuela Normal de Heredia, Costa Rica, como en el Instituto Zamorano, en Honduras, del que fue uno de sus profesores fundadores. Amigo de polemizar como un medio para ampliar conocimientos, horizontes y amistades, desde muy joven aprovechó las aulas, los grupos de amigos y diferentes foros y espacios en la radio y los diarios del país para discutir sobre temas de importancia nacional y mundial, así como para difundir sus ideas y convicciones dirigidas a la superación de los seres humanos y el avance de  las sociedades. Junto con Ricardo Jiménez Oreamuno, Roberto Brenes Mesén, Joaquín García Monge y Omar Dengo Guerrero, ayudó a formar generaciones de ciudadanos y de maestros ilustrados y conscientes, capacitándolos para moldear el carácter y el intelecto de la niñez costarricense.
- Datos: Q5950187